# Шенгелая Георгій Миколайович
Шенгела́я Гео́ргій Микола́йович (груз. გიორგი შენგელაია; 11 травня 1937, Тбілісі — 17 лютого 2020) — грузинський кінорежисер, сценарист і актор. Народний артист Грузинської РСР з 1985 року.

## Біографія
Народився 11 травня 1937 року у Тбілісі, в родині кінорежисера Миколи Шенгелая та актриси Нато Вачнадзе.
У 1961 році закінчив режисерський факультет ВДІКу, майстерня Олександра Довженка та Михайла Чаурелі, захистив диплом в 1963 році.
З 1961 року — режисер кіностудії «Грузія-фільм». Вів режисерську майстерню у Тбіліському інституті театру і кіно імені Шота Руставелі.
Помер 17 лютого 2020 року.

## Фільмографія

### Режисер
- Ніко Піросманішвілі (1961) [джерело?]
- Алавердоба (1962)
- Нагорода (1965)
- Він не хотів вбивати (1966)
- Піросмані (1969)
- Мелодії Верійського кварталу (1973)
- Прийди в долину винограду (1976)
- Дівчина зі швацькою машинкою (1980, у співавт.)
- На вогні (1982) [джерело?]
- Подорож молодого композитора (1984)
- Хареба і Гогі (1987)
- Хаджи Мурат (1996) [джерело?]
- Смерть Орфея (1995)
- Пристрасті в ательє «Шах» (1997, у співавт.)
- Любов у винограднику (2000)
- І йшов потяг (2005)

### Сценарист
- Алавердоба (1962, у співавт.)
- Нагорода (1965, у співавт.)
- Він не хотів вбивати (1966, у співавт.)
- Піросмані (1969, у співавт.)
- Мелодії Верійського кварталу (1973, у співавт.)
- Прийди в долину винограду (1976, у співавт.)
- Подорож молодого композитора (1984, у співавт.)
- Хареба і Гогі (1987, у співавт.)
- Хаджи Мурат (1989) [джерело?]
- Хаджи Мурат (1996) [джерело?]
- Смерть Орфея (1995, у співавт.)
- Любов у винограднику (2000, у співавт.)
- І йшов потяг (2005, у співавт.)

### Актор
- Наш двір (1956)
- Отарова вдова (1958)
- Історія однієї дівчинки (1960)
- Інші нині часи (1965)
- Прийди в долину винограду (1976)

### Продюсер
- Коло (1992)
- Aslani da Elza (1992)
- Gilotsavt akhal tsels (1995)

### Художник
- Подорож молодого композитора (1985, у співавт.)

## Фестивалі та премії
- 1967 — Приз кінофестивалю республік Закавказзя й України (м. Тбілісі за найкращий героїко-романтичний фільм на історичному матеріалі (фільм «Він не хотів вбивати»)
- 1968 — Приз «Золота газель» і пам'ятний диплом участі у міжнародному кінофестивалі середземноморських країн у Танжері (фільм «Він не хотів вбивати»)
- 1974 — Перший приз VII Всесоюзного кінофестивалю у Баку: за фільм «Мелодії Верійського кварталу»
- 1974 — Приз міжнародного кінофестивалю у Азоло: за найкращий біографічний фільм «Піросмані»
- 1974 — Приз Міжнародного католицького кіноцентра і диплом міжнародного кінофестивалю у Сан-Себастьяні: за фільм «Мелодії Верійського кварталу»
- 1974 — Приз «Золотий Г'юго» (гран-прі) міжнародного кінофестивалю у Чикаго: за фільм «Піросмані»
- 1980 — Державна премія Грузинської РСР імені Руставелі: за фільм «Прийди в долину винограду»
- 1985 — Головний приз і диплом Вісімнадцятого Всесоюзного кінофестивалю у Мінську: за фільм «Подорож молодого композитора»
- 1986 — Приз «Срібний ведмідь» міжнародного кінофестивалю у Західному Берліні: за фільм «Подорож молодого композитора»
- 1988 — Спеціальний приз журі «За яскраве втілення національного характеру і традицій» міжнародного кінофестивалю у Ташкенті: за фільм «Хареба і Гогі»
- 1997 — Приз газети «Культура» на Гатчинському кінофестивалі «Література і кіно»: за фільм «Смерть Орфея»
- 2015 — Почесний громадянин Тбілісі[2]